# Physaraia laticlavia
Physaraia laticlavia är en stekelart som beskrevs av Donaldson 1989. Physaraia laticlavia ingår i släktet Physaraia och familjen bracksteklar. Inga underarter finns listade i Catalogue of Life.